# (488446) 2016 YR9
(488446) 2016 YR9 es un asteroide perteneciente al cinturón de asteroides, descubierto el 20 de junio de 2010 por Wide-field Infrared Survey Explorer

## Designación y nombre
Designado provisionalmente como 2016 YR9.

## Características orbitales
2016 YR9 está situado a una distancia media del Sol de 3,146 ua, pudiendo alejarse hasta 3,787 ua y acercarse hasta 2,506 ua. Su excentricidad es 0,203 y la inclinación orbital 17,83 grados. Emplea 2038,93 días en completar una órbita alrededor del Sol.
Los próximos acercamientos a la órbita de Júpiter se producirán el 8 de agosto de 2031 y el 23 de abril de 2042.

## Características físicas
La magnitud absoluta de 2016 YR9 es 16.